# 国際連合安全保障理事会決議290
国際連合安全保障理事会決議290（こくさいれんごうあんぜんほしょうりじかいけつぎ290、英: United Nations Security Council Resolution 290）は、1970年12月8日に国際連合安全保障理事会で採択された決議である。
安保理は、緑海作戦によるポルトガル軍のギニア共和国侵攻を受けて、エスタド・ノヴォ政権のポルトガル帝国の統治から自由にするためアンゴラやモザンビーク、ポルトガル領ギニアを住民の権利を含むこの問題に関する数多くの以前の決議を再確認し、ギニア共和国への特別使節による報告のポルトガル政府への強い非難を支持し、ギニアに大して完全な補償を払うように要求し、ポルトガルの植民地主義はアフリカの平和と安全の重大な脅威であると言明した。
また、すべての国に対してポルトガルの鎮圧行動の継続を可能とするすべての軍事的・物質的援助の提供を控えるように促し、ポルトガルに速やかにアフリカ領土を解放するように呼びかけ、締結された決議はこれらの行動の繰り返しは令状が直接考慮されるとポルトガルに警告し、ポルトガルの同盟国に理事会に代わってその影響力を発揮するように要請した。
この決議はフランス、スペイン、イギリス、アメリカの棄権を除く11カ国の賛成で通過した。